# Running Man
Running Man ist ein US-amerikanischer Spielfilm aus dem Jahr 1987. Ihm dient der Roman Menschenjagd von Stephen King als Grundlage, jedoch weicht die Filmhandlung sehr stark von der des Romans ab. Der Film lief am 30. Juni 1988 in den westdeutschen Kinos an.

## Handlung
Im Jahr 2017 ist die Weltwirtschaft zusammengebrochen, Güter wie Öl und Nahrungsmittel sind Mangelware. Die USA sind ein Polizeistaat geworden, die Landesgrenzen sind abgeriegelt und Filme, Kunst, Literatur und Kommunikation werden zensiert. Die Regierung versucht durch eine Reihe von Fernsehsendungen, das Bedürfnis der Menschen nach Freiheit zu unterdrücken. Die populärste dieser Sendungen ist The Running Man, in der verurteilte Kriminelle von professionellen Menschenjägern gejagt werden. Das Spiel wird in einem als „Spielzone“ bezeichneten Gebiet in Los Angeles ausgetragen, das nach einem starken Erdbeben im Jahr 1997 unbewohnbar wurde. Zuschauer im Studio dürfen entscheiden, welcher Jäger als nächster zum Einsatz kommt; auf den Ausgang werden Wetten abgeschlossen. Moderiert wird die „Show“ vom zynischen Moderator Damon Killian, der auch Erfinder und ausführender Produzent der Sendung ist. Als Preis für das Überleben des Spiels werden Freiheit und ein Leben im Luxus in Aussicht gestellt. Tatsächlich aber werden die Überlebenden im Geheimen getötet.
Eines Nachts weigert sich der Staatspolizist und Helikopterpilot Ben Richards, auf unbewaffnete Zivilisten zu schießen, die auf der Suche nach Nahrung an einer Protestaktion beteiligt sind. Noch während des Fluges wird er von seinen Kameraden festgenommen, welche anschließend den Schießbefehl ausführen. Durch manipulativ geschnittene Aufnahmen des Einsatzes stellt die Regierung Richards in den Medien als Schuldigen für das Massaker an den Zivilisten hin und sperrt ihn wegen Gehorsamsverweigerung ins Gefängnis, wo er anderthalb Jahre verbringt. Richards und einige seiner Mitgefangenen entschließen sich zur Flucht und schaffen es, in die Slums der Stadt zu entkommen.
Seine Freunde aus dem Gefängnis versuchen vergeblich, Richards zu überreden, sich wie sie dem Widerstand anzuschließen. Wieder in Freiheit, versucht er vielmehr, Kontakt mit seinem Bruder aufzunehmen. In dessen ehemaliger Wohnung trifft er jedoch stattdessen die Fernseh-Komponistin Amber Mendez, die ihm von der Verhaftung seines Bruders erzählt. Als er sie kidnappt und mit ihr nach Honolulu fliehen will, alarmiert sie auf dem Flughafen die Sicherheitskräfte, was zu Richards’ Gefangennahme führt. Richards wird gemeinsam mit zwei seiner Fluchtgefährten – William Laughlin und Harold Weiss – zur Teilnahme an The Running Man gezwungen. Killian schickt die unfreiwilligen Teilnehmer mit einem Raketenschlitten in das Jagdgebiet. Mittlerweile ist Amber hinter die Machenschaften des Fernsehens gekommen und hat Beweise für Richards’ Unschuld gesammelt, wird jedoch ertappt und ebenfalls in die „Spielzone“ geworfen. Auf der Jagd werden Laughlin und Weiss getötet, Richards jedoch erledigt jeden seiner Jäger, was ihm nach und nach die Sympathie der Zuschauer einbringt.
Killian, beeindruckt von Richards’ Fähigkeiten, bietet diesem an, von seinen Verbrechen rehabilitiert zu werden, wenn er fortan für seine Show als Jäger arbeitet. Richards lehnt ab, woraufhin Killian eine gefälschte „Live“-Übertragung senden lässt, in der Richards von Captain Freedom, einem Jäger-Veteranen, getötet wird.
Richards und Amber begegnen schließlich einer Untergrundbewegung unter der Führung des charismatischen Mic, die den korrumpierten Staatsapparat bekämpft, und schließen sich ihr an. Amber ist es gelungen, die Beweise für Richards’ Unschuld mit ins Jagdgebiet zu schmuggeln, und hat von Weiss unmittelbar vor dessen Tod den geknackten Satellitenverbindungscode für die Sendeanstalt erhalten. Damit gelingt es der Widerstandsgruppe, die Lügen hinter Running Man öffentlich zu machen und die Wahrheit ans Licht zu bringen. Während dieser Übertragung stürmen Richards und Amber mit einer Kommandogruppe die Fernsehzentrale, um Gegenmaßnahmen zu verhindern. Der Versuch von Sicherheitskräften, sie und die Zuschauer im Studio umzubringen, scheitert, wobei jedoch viele Menschen im Publikum sterben und auch dies landesweit ausgestrahlt wird. Das Ereignis überzeugt die Fernsehzuschauer von der Wahrheit der Anschuldigungen, und schließlich fällt Killian Richards in die Hände.
Killian rechtfertigt sein Handeln vor Richards mit dem Argument, dass die Befriedigung der Zuschauer in der Medienwelt schon seit 50 Jahren wichtiger sei als einzelne Menschen. Richards befördert ihn daraufhin – noch immer von den Kameras gefilmt – in den Raketenschlitten und startet diesen, woraufhin dieser unkontrolliert losrast und schließlich explodiert. Zusammen mit Amber feiert Richards mit den Zuschauern des ganzen Landes den Anbruch einer neuen, freieren Ära.

## Hintergrund
Der Film basiert auf dem Buch Menschenjagd von Stephen King, das dieser unter seinem Pseudonym Richard Bachman schrieb. Allerdings haben Buch und Film nur den Namen der Hauptfigur und das Konzept der TV-Show gemeinsam. Während Ben Richards im Film keine Familie hat und zur Strafe für seine Befehlsverweigerung zur Teilnahme an der Show gezwungen wird, so macht er es im Buch freiwillig, um seiner kranken Tochter einen Arzt und Medizin bezahlen zu können. Darüber hinaus ist er im Buch kein Polizist, sondern ein erwerbsloser Arbeiter.
Anmerkung dazu: Die Idee von Stephen Kings Menschenjagd aus dem Jahr 1982 wurde bereits 1958 von dem Schriftsteller Robert Sheckley in The Prize of Peril verwendet. (Deutsch, 1963 Der Tod spielt mit, in Das geteilte Ich, und 1985 Das Millionenspiel, in Das große Robert Sheckley Buch.) 1970 wurde es unter dem Titel Das Millionenspiel verfilmt.
Auch die Show selbst unterscheidet sich:
Im Film findet das Ganze in der menschenleeren Trümmerlandschaft von Los Angeles statt. Dort befinden sich auch kleinere Areale, in die die Mitspieler hineingetrieben werden, und die für die jeweiligen Jäger vorteilhaft präpariert sind (z. B. Eisbahn für Subzero und umzäunte Schotterpiste für Chainsaw auf seinem Motorrad). Im Buch hingegen dient das ganze Land als Spielzone und ist ansonsten nicht flächenmäßig begrenzt, und die Bevölkerung nimmt eine aktive Rolle im Geschehen ein. Die Show dauert im Film lediglich einige Stunden, wohingegen der Gejagte im Buch einen ganzen Monat überleben muss.
Des Weiteren stirbt Richards am Ende des Buches, als er schwer verletzt ein entführtes Flugzeug in den Wolkenkratzer der Fernsehanstalt steuert. Auch hat er es nicht geschafft, über die gesamte Spielzeit hinweg nicht von den Jägern gefasst zu werden. Der Film hingegen hat ein Happy End.
Für den Film gibt es zwei unterschiedliche deutsche Synchronfassungen. Einmal die Original-Kinosynchronisation und eine spätere Neusynchronisation mit teilweise identischen Sprechern. In Deutschland ist der Film in beiden Synchronfassungen, geschnitten und ungeschnitten, auf VHS, DVD und weiteren Medien veröffentlicht worden. Am 28. Februar 1989 wurde der Film von der Bundesprüfstelle für jugendgefährdende Schriften indiziert. Im Januar 2014 wurde die Indizierung aufgehoben.

## Auszeichnungen
1988 gewann der Film einen Saturn Award in der Kategorie Bester Nebendarsteller (Richard Dawson); Nominierungen gab es in den Kategorien Bestes Kostüm und Bester Science-Fiction-Film.

## Synchronisation
| Darsteller            | Sprecher Kinoversion | Sprecher VHS-Version | Rolle            |
| --------------------- | -------------------- | -------------------- | ---------------- |
| Arnold Schwarzenegger | Thomas Danneberg     | Thomas Danneberg     | Ben Richards     |
| Yaphet Kotto          | Helmut Krauss        | Michael Lucke        | William Laughlin |
| Maria Conchita Alonso | Rebecca Völz         |                      | Amber Mendez     |
| Karen Leigh Hopkins   | Liane Rudolph        | Ingrid Metz-Neun     | Brenda           |
| Jesse Ventura         | Thomas Wolff         | Wolff von Lindenau   | Captain Freedom  |
| Richard Dawson        | Holger Hagen         | Joachim Pukaß        | Damon Killian    |
| Erland van Lidth      | Tom Deininger        | Renier Baaken        | Dynamo           |
| Jim Brown             | Karl Schulz          | Michael Deckner      | Fireball         |
| Marvin J. McIntyre    | Udo Schenk           | Ralf Steuernagel     | Harold Weiss     |
| Mick Fleetwood        | Helmut Ahner         | Helmut Winkelmann    | Mic              |
| Rodger Bumpass        | Axel Lutter          |                      | Phil             |
| Dweezil Zappa         | Thomas Petruo        |                      | Stevie           |
| Kurt Fuller           | Helmut Gauß          |                      | Tony             |

## Kritiken
Der Film erhielt gemischte Kritiken. Das Filmkritik-Portal Rotten Tomatoes gibt für den Film 63 % positive Rezensionen an und er hat einen Metascore von 45 von 100 bei Metacritic.

„Einfältiges Strickmuster, aufgesetzte Medienkritik, „witzige“ Sprüche. Was 1987 ein Kracher gewesen sein mag, überzeugt heute trotz einiger Brutalszenen wenig.“

„Ein zynischer Actionfilm, der die wenigen Ansätze zu einer kritischen Auseinandersetzung mit dem Missbrauch der Medien durch seine grelle Inszenierung verschenkt.“

„‚Running Man‘ ist nette Action-Unterhaltung – keine Frage. […] Zweifelsohne hätte das Szenario allerdings mehr hergegeben. Diese Science-Fiction-Action mit mehr Gesellschaftskritik anzureichern, hätte dem Film gut getan. Jedoch kommt diese nur ganz am Rande vor und tritt im gesamten Mittelteil praktisch gar nicht auf. Jedoch reicht es für einen gehobenen Mittelklasse-Film allein dank der Action im Charme der 80er Jahre. Der Ausgang der Jagd ist gleichsam vorhersehbar, wie ausgezeichnet inszeniert.“

„Der gute gemachte, actionreiche Sciencefiction-Thriller bietet hervorragende Unterhaltung, zumal er viele kritische Ansätze über den Mißbrauch der Medien beinhaltet. […] Für das Drehbuch zeichnete Steven E. de Souza […] verantwortlich, der hier einen Roman von Richard Bachman alias Stephen King verarbeitete. Vieles erinnert allerdings an den wesentlich älteren Roman ‚Das Millionenspiel‘ von Robert Sheckley.“

„Running Man ist ein Film mit 80er Jahre Action-Film-Charme, der durchaus sehenswert ist.“

## Trivia
- Arnold Schwarzenegger und Wrestler Jesse Ventura sind auch privat befreundet und waren ebenfalls gemeinsam in Predator zu sehen. Beide sollten später außerdem das Amt eines US-Gouverneurs bekleiden.
- Mick Fleetwood (Mic) ist der Kopf der Rockband Fleetwood Mac.
- Sven Ole Thorsen (Sven) ist ein Freund Schwarzeneggers aus gemeinsamen Bodybuilder-Tagen und wirkte in mehreren seiner Filme in kleineren Nebenrollen sowie als Stuntman mit. Ebenso gründete er mit Schwarzenegger die Bodybuildingvereinigung in Santa Monica, Kalifornien.
- Charles Kalani, jr. (Subzero) wird im Abspann mit seinem Künstlernamen Professor Toru Tanaka geführt, unter dem er in den 1960er und -70er Jahren große Erfolge im US-Wrestling feierte.
- Erland van Lidth (Dynamo), ebenfalls Wrestler, singt während seiner Jagd auf Ben und Amber Teile von Mozarts Oper Le nozze di Figaro sowie Wagners Walkürenritt und war tatsächlich ausgebildeter Opernsänger.
- Der gefälschte Zusammenschnitt des Bakersfield-Massakers unterscheidet sich bei jeder im Film zu sehenden Vorführung geringfügig in Dialog und Kameraperspektive.
- Der Fernsehmoderator Damon Killian spricht bei einem Telefongespräch mit Vertretern der totalitären Regierung davon, dass man „höhere Zuschauerquoten nicht mit Wiederholungen von Gilligan's Island erreicht“.
- Dweezil Zappas Charakter Stevie trägt im Film ein rotes Barett der Bundeswehr mit dem Abzeichen der Heeresflieger.